# Palosaari (ö i Jyväskylä, Palokkajärvi)
Palosaari är en ö i Finland. Den ligger i sjön Palokkajärvi och i kommunen Jyväskylä i den ekonomiska regionen  Jyväskylä  och landskapet Mellersta Finland, i den centrala delen av landet, 240 km norr om huvudstaden Helsingfors. Öns area är 0,6 hektar och dess största längd är 180 meter i öst-västlig riktning.